# Balatoni Múzeum
1898-ban alakult meg Keszthelyen – többek közt Csák Árpád és Lovassy Sándor kezdeményezésére  – a Balatoni Múzeum Egyesület. A múzeum épülete 1925–1928 között épült Györgyi Dénes tervei szerint neobarokk stílusban. Zala vármegye első múzeuma a kezdetek óta gyűjtötte a Balaton környékének régészeti, néprajzi, történeti és természettudományi emlékeit. 1936-ban a múzeum a sümegi Darnay Múzeummal egyesült, gyűjteménye jelentősen növekedett. Az ígéretes fejlődést a második világháború szakította meg. 1945-ben a gyűjtemények legértékesebb darabjai vagonokra rakva a zalaegerszegi vasútállomáson egy bombatámadás során megsemmisültek. Az 1949-ben bekövetkezett államosítás után szilárdult meg ismét a múzeum helyzete és indult újra a gyűjtőmunka.
A múzeum 2012-ben elnyerte "Az Év Múzeuma 2011" címet, 2014-ben pedig Podmaniczky-díjat kapott. 2021-ben Családbarát Intézmény Szolgáltatóhely elismerésben részesült. Ugyanezen évben az Év Honlapja 2021 különdíjat is megkapta a Balatoni Múzeum.